# فينزيل فون لينهارت
فينزيل فون لينهارت (بالألمانية: Wenzel von Linhart)‏ هو جراح ألماني ونمساوي، ولد في 6 يونيو 1821 في Židlochovice ‏ في التشيك، وتوفي في 22 أكتوبر 1877 في فورتسبورغ في ألمانيا.